# Test-driven development
Test-driven development (TDD) – technika tworzenia oprogramowania, zaliczana do metodyk zwinnych. Pierwotnie była częścią programowania ekstremalnego (ang. extreme programming), lecz obecnie stanowi samodzielną technikę. Polega na wielokrotnym powtarzaniu kilku kroków:
1. Najpierw programista pisze automatyczny test sprawdzający dodawaną funkcjonalność. Test w tym momencie nie powinien się udać.
2. Później następuje implementacja funkcjonalności. W tym momencie wcześniej napisany test powinien się udać.
3. W ostatnim kroku programista dokonuje refaktoryzacji napisanego kodu, żeby spełniał on oczekiwane standardy.

Technika została stworzona przez Kenta Becka. Można jej też używać do poprawiania istniejącego kodu.

## Programowanie techniką test-driven development
Programowanie techniką test-driven development wyróżnia się tym, że najpierw programista zaczyna od pisania testów do funkcji, która jeszcze nie została napisana. Na początku testy mogą nawet się nie kompilować, ponieważ może nie być jeszcze elementów kodu (metod, klas), które są w testach użyte.
Na początku zaczyna się od przypadku, który nie przechodzi testu – zapewnia to, że test na pewno działa i może wyłapać błędy.